# 若山弦蔵の東京ダイヤル954
若山弦蔵の東京ダイヤル954（わかやまげんぞうのとうきょうダイヤルきゅうごうよん）は、1983年4月11日 - 1995年4月7日まで、TBSラジオ（当時は東京放送が運営）で放送されていた夕方の情報&トーク番組である。

## パーソナリティ
- 若山弦蔵 （俳優、声優）

## 番組概要
1983年4月11日放送開始。前身番組は1973年4月に開始した「おつかれさま5時です」で、放送時間を16:30 - 17:45、のちに18:00まで、拡大して番組名を改題した。冒頭は簡単なフリートークののちに「4時半を回りまして、TBSラジオは"東京ダイヤル954"」（のちに「TBSラジオ夕刊 若山弦蔵の東京ダイヤル954」）とコールし、フリートークののち「今日も5時45分までどうぞご一緒に」としてから番組本編が始まる。18:00まで拡大以後は言わなくなった。
「おつかれさま」からの慣習として、17:00（午後5:00）の時報のあとに若山が必ず「ハイお疲れ様、5時です」言う。
また「おつかれさま」でのエンディングは「お疲れ様、もうすぐ6時です」と挨拶して締めていたが、当番組は17:45に終了時間が繰り上がったため「TBSラジオ、夕方のあなたのパートナーは若山弦蔵です。明日（来週）も夕方4時30分、東京ダイヤル954でお会いしましょう」と挨拶して番組を終えていた。これは18:00終了に戻った後も同様。
1993年4月改編以降は17:30を分岐点とした第2部構成とし、第2部の30分間を「夕刊TBS」としたが、一層の報道性が求められ、1995年春期で終了することが発表された。番組最後の1クールは阪神・淡路大震災、番組終了発表直後は地下鉄サリン事件、と重大事象で番組内容が多く変更された。1995年4月7日の放送を最後に「おつかれさま5時です」から23年間で5734回の放送を終了した。4月10日から『荒川強啓 デイ・キャッチ!』に移行し、若山は日曜朝9時・10時台に2時間のワイド枠（1時間番組の2本立てで、9時台は新設の「ミュージックホリデー〜弦さんと日曜日〜」、10時台は既設の「バックグラウンド・ミュージック」）を担当した。
番組に内包される交通情報のBGMは、後期にはフォー・シーズンズのヒット曲「Sherry（シェリー）」のインストゥルメンタルが使われていたが、｢バックグラウンド・ミュージック｣の交通情報でも継続して用いられた。
オープニング曲・エンディング曲ともに「おつかれさま」を引き継いでおり、オープニング曲はノーマン・キャンドラー「Barbara Allen」、エンディング曲はジョルジュ・ジューバン「異国の人（Le Meteque）」をハ長調にしたトランペットのインストルメンタル。

## タイムテーブル
1983年春（番組開始当初）
- 16:30 首都圏交通情報
- 16:40 読売イブニングトピックス
- 16:45 共石イブニングミュージック
- 17:00 ニュース・交通ニュース
- 17:15 三菱ドライビングポップス〜理恵と歌おう〜
- 17:25 ホンダ・イブニングダイアリー
- 17:30 小沢昭一の小沢昭一的こころ

1985年春
- 16:30 首都圏交通情報
- 16:40 読売新聞イブニングトピックス
- 16:45 共石イブニングミュージック
- 17:00 ニュース・交通ニュース・万博トピックス
- 17:15 三菱ドライビングポップス〜理恵と歌おう〜
- 17:25 ホンダ・イブニングダイアリー
- 17:30 小沢昭一の小沢昭一的こころ、首都園交通情報

1989年秋
- 16:30 首都圏交通情報
- 16:40 読売新聞イブニングトピックス
- 16:45 共石イブニングミュージック
- 17:00 ニュース・交通情報
- 17:15 三菱ドライビングポップス〜奈保子のときめきトワイライト〜
- 17:25 ホンダ・イブニングダイアリー
- 17:30 小沢昭一の小沢昭一的こころ、首都園交通情報

1992年秋
- 16:30 首都圏交通情報
- 16:40 読売新聞イブニングトピックス
- 16:45 共石イブニングミュージック
- 17:00 ニュースと交通情報
- 17:15 三菱ドライビングポップス〜森川由加里のディア・フレンズ〜
- 17:25 三共ほっとインフォメーション（タイトル改題）
- 17:30 小沢昭一の小沢昭一的こころ、首都園交通情報

1993年春
- 16:30 オープニング〜交通情報
- 16:35 共石イブニングミュージック
- 16:55 ニュース・スポーツヘッドライン・交通情報
- 17:05 三菱ドライビングポップス〜中嶋朋子 ちょっと浪漫彩〜（10分繰り上げ）
- 17:15 小沢昭一の小沢昭一的こころ（15分繰り上げ）
- 17:30 三共ほっとインフォメーション（5分繰り下げ、ここからは「夕刊TBS」のコーナー扱い）
- 17:35 ネットワークTODAY
- 17:50 がんばれ長嶋ジャイアンツ

番組終了時
- 16:30 オープニング〜交通情報（日本道路交通情報センターから）
- 16:35 JOMOイブニングミュージック
- 17:00 ニュース・交通情報
- 17:05 三菱ドライビングポップス〜中嶋朋子 ちょっと浪漫彩〜
- 17:15 小沢昭一の小沢昭一的こころ
- 17:30 三共ほっとインフォメーション（スクリプト：菅沼定憲）
- 17:35 ネットワークTODAY
- 17:50 スポーツTODAY

TBSラジオの番組表では17:30以降を「夕刊TBS」のコーナー扱いとしていた。

## 内包番組
番組内では「共石イブニングライブラリー 〜ライバル達の物語〜」→「共石→JOMOイブニングミュージック」（共石イブニングコント）、「弦さんのサラリーマン情報」→「ホンダ・イブニングダイアリー」→「三共ほっとインフォメーション」と若山自身が担当するコーナーに加え、「三菱ドライビングポップス」、「小沢昭一の小沢昭一的こころ」、「ネットワークTODAY」（1993年から17:35スタート時に内包し、若山も出演。それまではこの番組終了後「ニュースハイライト」を放送）などの帯番組を挿入した。
- 「イブニングライブラリー」は1983年度下半期に放送されたもので、TBS以外の各局には事前収録したものを放送していた。
- 「サラリーマン情報→イブニングダイアリー→ほっとインフォメーション」毎週ある1つのテーマに沿ってそれに関連した様々な情報を若山が紹介するというものだった。これもTBS以外は事前収録したものだった。

「小沢昭一的こころ」は、17:30開始時代はネット局よりわずかに早くスタートさせることで、東京ダイヤル954としてのエンディングの時間を捻出していた。若山の「この後は小沢昭一さんです」に続けて「この番組は」とクレジットがスタートしていたため、地方局のように何の番組か分からないオープニングとなったことはない。本編終わりにTBSラジオ交通情報・天気予報を放送していた。